# Josefa von Hohenzollern
Josefa von Hohenzollern, vollständiger Name Josefa Prinzessin von Hohenzollern-Emden (* 12. Januar 1974 in Viechtach als Josefa Schmid) ist eine deutsche Bundesbeamtin im höheren Dienst und Kommunalpolitikerin in Bayern und Baden-Württemberg (FDP, bis 2012 CSU). Seit 1. Juni 2021 ist sie Erste Bürgermeisterin der Großen Kreisstadt Leonberg. Von Mai 2008 bis April 2020 war sie ehrenamtliche erste Bürgermeisterin von Kollnburg. Von 2002 bis 2024 war sie Kreisrätin im Landkreis Regen, seit 2024 ist sie Kreisrätin im Landkreis Böblingen.

## Ausbildung und Studium
Nach dem Realschulabschluss absolvierte sie zunächst eine Ausbildung zur Finanzwirtin bei der bayerischen Steuerverwaltung und erwarb die Fachhochschulreife, um ein Studium als Diplom-Verwaltungswirtin (FH) an der Hochschule für den öffentlichen Dienst in Bayern abzuschließen. Sie arbeitete dann als Polizeiinspektorin bei der Zentralen Bußgeldstelle in Viechtach. Josefa Prinzessin von Hohenzollern-Emden erhielt ein Hochbegabtenstipendium der Hanns-Seidel-Stiftung und absolvierte ein Doppelstudium zur Diplom-Juristin (Univ.) und Politikwissenschaftlerin (M.A.). Zusätzlich hat sie einen Fachjournalistenabschluss sowie die Qualifikation zur Wirtschaftsmediatorin. Seit 2018 übt sie eine Lehrtätigkeit an der Hochschule für den öffentlichen Dienst in Bayern, Fachbereich Allgemeine Innere Verwaltung, in Hof (Saale) aus.

## Tätigkeit beim Bundesamt für Migration und Flüchtlinge
Josefa von Hohenzollern war von 2016 bis 2021 hauptberuflich Bundesbeamtin im höheren Dienst beim Bundesamt für Migration und Flüchtlinge (BAMF). Von Juni 2016 bis Anfang Januar 2017 hatte sie als Referentin die Abwesenheitsvertretung der Referatsleitung in der BAMF-Außenstelle in Deggendorf inne. Sie wechselte anschließend zum Stab des neuen Beauftragten der Bundesregierung für Flüchtlingsmanagement Frank-Jürgen Weise (BFM), der zuvor als Präsident des BAMF tätig gewesen war. Dort erarbeitete sie an Standorten in fünf Bundesländern integrierte Flüchtlingsmodelle und optimierte Schnittstellenanalysen der verschiedenen Akteure (Bund, Ländern und Kommunen) im Flüchtlingsmanagement.
Zum 1. Januar 2018 wurde sie als Referentin an die Dienststelle des BAMF in Bremen abgeordnet. Dort sollte sie unter anderem die bisherige Referatsleiterin Ulrike B. bei deren Abwesenheit ersetzen; diese war wegen der dort aufgetretenen Unregelmäßigkeiten bei der unrechtmäßigen Anerkennung zahlreicher Asylbewerber seit Mai 2017 suspendiert. Im April 2018 berichtete sie an das Bundesinnenministerium über Unregelmäßigkeiten in der Bearbeitung bei Asylanträgen. Sie gab der BAMF-Zentrale eine Mitverantwortung für die mutmaßlich illegalen Machenschaften ihrer Vorgängerin Ulrike B. und weiterer Personen. Sie äußerte den Verdacht, die Zentrale könne in den Fall verwickelt sein, da sie über Jahre nicht auf Hinweise von Mitarbeitern reagiert habe. Der Bundesrechnungshof bestätigte diese Vorwürfe später in einer Überprüfung.
Am 8. Mai 2018 wurde ihre Abordnung nach Bremen beendet. Sie musste in die Außenstelle Deggendorf zurückkehren. BAMF-Insider sprachen von einer Strafversetzung wegen allzu deutlicher und kritischer Worte gegen die Leitung des BAMF. Die BAMF-Präsidentin Jutta Cordt bezeichnete die Beendigung der Abordnung hingegen als „ganz normal“; es habe sich von vornherein nur um eine vorübergehende Abordnung gehandelt. Für die Frankfurter Allgemeine Zeitung stellte sich die Frage, ob es durch ihre Offenlegung der Vorgänge im BAMF auch um den bayerischen Wahlkampf gehe. Ihr Versuch, die Versetzung vor dem Verwaltungsgericht Bremen per Eilantrag zu revidieren, scheiterte am 9. Mai 2018, obwohl der Personalrat nicht beteiligt worden war. Da keine schweren und unzumutbaren Nachteile drohten, blieb die Rücknahme der Abordnung bestehen. Sie legte beim Oberverwaltungsgericht Bremen Beschwerde ein, die jedoch am 27. Juni 2018 unanfechtbar abgewiesen wurde. Am 22. Juli 2018 wurde bekannt, dass sie über ihren Anwalt am Bundesverfassungsgericht Verfassungsbeschwerde gegen den Beschluss des Oberverwaltungsgerichts Bremen einreichte.
Mit der Wahl zur Ersten Bürgermeisterin der Stadt Leonberg am 4. Mai 2021 für acht Jahre zur kommunalen Wahlbeamtin auf Zeit befindet sich Josefa von Hohenzollern seitdem in einem ruhenden Beamtenverhältnis beim Bund.

## Politische Laufbahn
Josefa von Hohenzollern trat 1995 in die CSU ein und war seit 1997 deren Schriftführerin im Landkreis Regen. Von 1999 an war sie sechs Jahre lang stellvertretende Bezirksvorsitzende der Jungen Union. Von 2002 bis 2024 war sie außerdem Kreisrätin und VHS-Verbandsrätin.
2008 trat sie bei der Bürgermeisterwahl in Kollnburg trotz CSU-Mitgliedschaft für die örtliche Freie Wählergemeinschaft an und gewann mit 55,22 Prozent der Stimmen. Durch ihren Einsatz entstanden unter anderem ein interkommunales Industriegebiet sowie die Ansiedlung der Großtagespflege „Löwenzahn“ in Kirchaitnach und es wurden Kinderbetreuungsplätze geschaffen durch den Neubau einer Kinderkrippe.
Am 13. November 2011 trat Josefa von Hohenzollern nach dem überraschenden Tod von Landrat Heinz Wölfl in der Wahl zum Regener Landrat gegen Michael Adam, Helmut Plenk, Heinrich Schmidt und Franz Xaver Eckl an. Dafür gründete sie, die das Regener Landratsamt bereits aus ihrer Ausbildungszeit kannte, eine eigene Wählergruppe namens „Aufbruch Regen“. Ihr drohte deshalb ein Parteiausschluss aus der CSU. Bei der Landratswahl am 13. November 2011 erreichte sie mit 8,95 % das drittbeste Ergebnis.
Nach den Streitigkeiten mit der CSU trat sie 2012 aus und schloss sich der FDP an. Für diese kandidierte sie bei der Landtagswahl in Bayern 2013, bei der sie die höchste Anzahl an Erst- und Zweitstimmen der FDP in Niederbayern erreichte, allerdings scheiterte die FDP an der Fünf-Prozent-Hürde.
Bei den Kommunalwahlen 2014 setzte sie sich als Bürgermeister-Kandidatin der FDP und der Liste „Frauen für Kollnburg“ gegen einen CSU-Kandidaten mit 51,97 % erneut durch und wurde zum dritten Mal auch in den Kreistag gewählt.
Bei der Landtagswahl in Bayern 2018 kandidierte sie erneut für die FDP im Stimmkreis Straubing, verpasste aber den Einzug in den Landtag.
In der Stichwahl zu den Kommunalwahlen in Bayern 2020 unterlag sie am 29. März 2020 mit 44,9 Prozent ihrem Herausforderer Herbert Preuß (FW), der 55,1 Prozent der Stimmen erhielt.
Im November 2020 kandidierte sie für den Posten der Finanzbürgermeisterin von Leonberg in Baden-Württemberg. Sie erreichte im ersten Wahlgang des Gemeinderats die drittmeisten Stimmen und verpasste wegen einer Stimme die Stichwahl. Nachdem der gewählte Kandidat vor Amtsantritt seinen Rückzug erklärt hatte, kandidierte sie erneut und wurde als einzig verbliebene Kandidatin am 4. Mai 2021 mit 17 von 33 Stimmen im Gemeinderat für acht Jahre zur Ersten Bürgermeisterin von Leonberg und zur Stellvertreterin des dortigen Oberbürgermeisters gewählt. Am 22. Juni 2023 wurde sie durch den Oberbürgermeister Martin Cohn vom Dienst beurlaubt, laut Presse ging dem eine Monate währende Schlammschlacht voraus.
Bei den Kommunalwahlen in Baden-Württemberg 2024 wurde sie in den Kreistag des Landkreises Böblingen gewählt. Ihr Mandat als Kreisrätin im Landkreis Regen legte sie im Zuge dessen nieder.

## Weitere Ämter und Aktivitäten
Josefa von Hohenzollern machte sich während ihrer Amtszeit als bayerische Bürgermeisterin einen Namen als „singende Bürgermeisterin“. Ihre Cover-Version von Rainhard Fendrichs Song „Weus’d a Herz hast wia a Bergwerk“ veröffentlichte sie im Internet. Nachdem sich der für den Song zuständige Musikverlag an sie gewandt hatte, einigte sie sich mit ihm darauf, den im Vorspann vorhandenen Hinweis auf ihr Bürgermeisteramt zu entfernen. Sie hatte sich vor Veröffentlichung rechtlich informiert und war zu dem Schluss gekommen, es handle sich um eine rechtliche Grauzone und nicht um Wahlkampfwerbung, bei der eine Zustimmung des Rechteinhabers notwendig wäre. Nach tagelangem Streit einigte sich Josefa von Hohenzollern mit dem Musikverlag darauf, dass ihre Version schließlich doch wieder ins Internet gestellt werden darf. Nachdem sie zunächst Schlager sang, wechselte sie mit Mein Lied zum Swing, das sie im Konzerthaus Blaibach aufnahm.
In dem deutschen Kinofilm Eine ganz heiße Nummer aus dem Jahr 2011 hatte sie eine Komparsenrolle und in der TV-Krimikomödie Mord in bester Gesellschaft – Der Tod der Sünde 2012 eine kleine Rolle.
Am 7. Dezember 2011 erhielt sie in Berlin durch Bundesministerin Kristina Schröder den Helene-Weber-Preis 2011 für ausgezeichnete Kommunalpolitik.
Seit April 2019 ist Josefa von Hohenzollern Vorsitzende des Frauenbund-Bezirksverbandes für die Landkreise Deggendorf und Regen.
Im August 2019 sorgte sie bundesweit für Aufsehen, als sie bei der Suche nach einem Hausarzt für ihre Gemeinde eine Annonce im Deutschen Ärzteblatt mit dem Hinweis schaltete, dass sie unverheiratet sei, um damit auf den Landarztmangel aufmerksam zu machen. Darauf siedelte sich ein Facharzt in der Gemeinde an.

## Privatleben
Vom 5. September 2024 bis zu dessen Tod am 23. Juni 2025 war sie mit dem Unternehmer Harald Prinz von Hohenzollern-Emden verheiratet. Am 31. Juli 2025 wurde der gemeinsame Sohn geboren.